# 圣卢多尔东
圣卢多尔东（法語：Saint-Loup-d'Ordon，法語發音：[sɛ̃ lu dɔʁdɔ̃]）是法国勃艮第-弗朗什-孔泰大区约讷省的一个市镇，属于桑斯区。

## 地理
圣卢多尔东（48°0'57"N, 3°9'48"E）面积17.67 平方千米，位于法国勃艮第-弗朗什-孔泰大區约讷省，该省份为法国中北部内陆省份，西接卢瓦雷省，西北接塞纳-马恩省，南至涅夫勒省，东临科多尔省，东北与奥布省接壤。
与圣卢多尔东接壤的市镇（或旧市镇、城区）包括：皮丰、库特奈、屈多、圣马丹多尔东、杜希-蒙科尔邦、沙尔尼奥雷德皮赛。

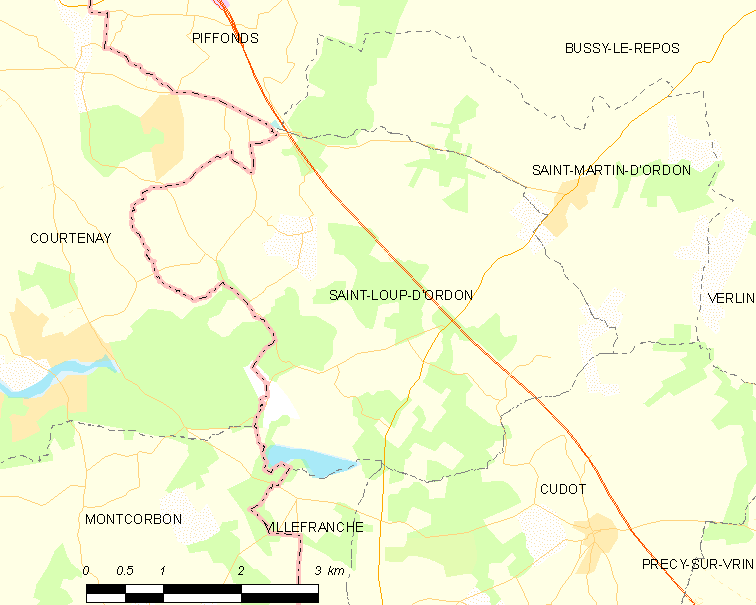
圣卢多尔东的OSM定位图

圣卢多尔东的时区为UTC+01:00、UTC+02:00（夏令时）。

## 行政
圣卢多尔东的邮政编码为89330，INSEE市镇编码为89350。

## 政治
圣卢多尔东所属的省级选区为茹瓦尼县。

## 人口

1962-2008年间圣卢多尔东人口变化图示

圣卢多尔东于2022年1月1日时的人口数量为248人。